# La Hoya
La Hoya is een gemeente in de Spaanse provincie Salamanca in de regio Castilië en León met een oppervlakte van 8,67 km². La Hoya telt 42 inwoners (1 januari 2016).

## Demografische ontwikkeling
Bron: INE, 1857-2011: volkstellingen